# Anapis saladito
Espèce
Anapis saladito est une espèce d'araignées aranéomorphes de la famille des Anapidae.

## Distribution
Cette espèce est endémique du département de Valle del Cauca en Colombie,. Elle se rencontre vers El Saladito et Felidia entre 1 800 et 2 000 m d'altitude.

## Description
Le mâle holotype mesure 0,83 mm et la femelle paratype 1,58 mm.

## Étymologie
Son nom d'espèce lui a été donné en référence au lieu de sa découverte, El Saladito.

## Publication originale
- Platnick & Shadab, 1978 : A review of the spider genus Anapis (Araneae, Anapidae), with a dual cladistic analysis. American Museum Novitates, no 2663, p. 1-23 (texte intégral).